# Pachynus barnardi
Pachynus barnardi är en kräftdjursart som beskrevs av Hurley 1963. Pachynus barnardi ingår i släktet Pachynus och familjen Lysianassidae. Inga underarter finns listade i Catalogue of Life.